# Chilavert (Buenos Aires)
Chilavert is een plaats in het Argentijnse bestuurlijke gebied San Martín in de provincie Buenos Aires. 